# StarCraft (jeu vidéo)
Vous lisez un « bon article » labellisé en 2013.
StarCraft est un jeu vidéo de stratégie en temps réel (STR) développé par Blizzard Entertainment. La version PC du jeu fonctionnant sous Microsoft Windows sort le 31 mars 1998 et s’inscrit dans la droite lignée des deux premiers succès de Blizzard Entertainment dans le domaine des jeux de stratégie en temps réel : Warcraft: Orcs and Humans et Warcraft II: Tides of Darkness. Avec plus de onze millions de copies vendues dans le monde, il est l’un des jeux vidéo sur PC les mieux vendus et reste à ce jour le jeu de stratégie en temps réel le plus vendu de tous les temps.
En novembre 1998, la sortie de l’extension StarCraft: Brood War également développée par Blizzard Entertainment précède les sorties des versions Macintosh et Nintendo 64 qui ont lieu respectivement en mars 1999 et en juin 2000. Une suite est publiée le 27 juillet 2010 sous le nom de StarCraft 2: Wings of Liberty, et rencontre également un grand succès commercial avec plus de 4,5 millions de copies vendues six mois après sa sortie. Une édition mise à jour intitulée StarCraft: Remastered, comprenant le jeu original et son extension, est sortie le 14 août 2017.
Le jeu prend place au XXVIe siècle et relate les affrontements entre trois espèces distinctes, pour la domination d’une zone de la Voie lactée connue sous le nom de secteur Koprulu. Les Terrans sont constitués de descendants de bagnards terriens exilés loin de leur monde natal alors que les Zergs sont une race d’insectes modifiés génétiquement et obsédés par l’assimilation des autres espèces de la Galaxie. Enfin, les Protoss constituent une race d’humanoïdes disposant de technologies et de pouvoirs psychiques très avancés et cherchant à préserver leur civilisation de la menace des Zergs. StarCraft est considéré comme un pionnier du genre pour avoir incorporé trois races aussi distinctes et cependant équilibrées dans un jeu de stratégie en temps réel.
De nombreux journalistes spécialisés désignent StarCraft comme un des meilleurs et des plus importants jeux vidéo de tous les temps, considérant que celui-ci a mis la barre très haut dans le genre des jeux de stratégie en temps réel. Le mode multijoueur de StarCraft: Brood War est particulièrement populaire, notamment en Corée du Sud où de nombreux joueurs ont acquis le statut de professionnels et participent à des compétitions dont les matchs sont retransmis à la télévision.

## Trame

### Univers
StarCraft prend place dans un univers de science-fiction militaire créé par Chris Metzen et James Phinney pour Blizzard Entertainment. Dans ce monde, la surpopulation de la Terre au XXIe siècle a conduit le gouvernement international à exiler les individus indésirables, comme les criminels, les cyborgs ou les mutants, dans une zone de la Voie lactée appelée secteur Koprulu. Ces exilés fondent alors plusieurs gouvernements qui vont rapidement entrer en conflit les uns avec les autres. Une faction appelée la Confédération finit par émerger de ce marasme politique et parvient à prendre le contrôle du secteur mais sa nature autoritaire et ses méthodes brutales conduisent à une forte opposition d’une faction rebelle, les Fils de Korhal. En décembre 2499, soit juste avant le début du jeu, une race extraterrestre disposant de technologies et de pouvoirs psychiques très avancés, les Protoss, entre en contact avec l’Humanité en détruisant une colonie de la Confédération sans avertissement préalable. Les Terrans ne tardent pas à découvrir qu’une autre race d’extraterrestres, les Zergs, est en train d’envahir plusieurs colonies et que les Protoss détruisent les planètes touchées par cette invasion de manière préventive,.

### Personnages
Au cours des campagnes de StarCraft, le joueur incarne différents personnages. Il commence le jeu sous les ordres du général Edmund Duke et commande une colonie de Terrans confédérés sur la planète Mar Sara. Il est aidé par le marshal Jim Raynor avec qui il rejoint les Fils de Korhal commandés par Arcturus Mengsk et Sarah Kerrigan, un assassin disposant de pouvoirs psychiques,. Dans la deuxième partie du jeu, le joueur incarne une entité organique appelée Cérébrat qui contrôle une faction Zerg. Il suit les instructions du maître-esprit, la manifestation de la conscience collective des Zergs, et est aidé par d’autres cérébrats comme Daggoth ou Zasz puis par Sarah Kerrigan après que celle-ci soit transformée en Zerg. Dans la troisième et dernière partie, le joueur succède à Tassadar au poste de général des forces Protoss après qu'Aldaris, le représentant du gouvernement Protoss, démet celui-ci de ses fonctions pour s’être allié avec le templier noir Zeratul, ce dernier et son peuple étant considérés comme des hérétiques par le Conclave, le conseil religieux des Protoss,,.

### Scénario
Le mode solo du jeu est divisé en trois campagnes correspondant chacune à l’une des races.
Dans la première partie, le joueur est accompagné de Jim Raynor et tente de résister aux assauts des Zergs sur la colonie de Mar Sara. Après avoir détruit des bâtiments confédérés infestés par les Zergs, il est arrêté par les forces de la Confédération et se trouve forcé de rejoindre Arcturus Mengsk et les Fils de Korhal. Avec leur aide, le joueur parvient à délivrer Raynor qui se joint également aux rebelles,. Mengsk commence alors à utiliser des émetteurs psi dérobés pour attirer les Zergs sur les planètes confédérées afin de les déstabiliser. Il sacrifie ensuite son second, Sarah Kerrigan, pour précipiter leur défaite en attirant les Zergs sur Tarsonis, la capitale confédérée. Les méthodes de Mengsk révoltent Jim Raynor qui déserte avant de partir pour Tarsonis pour tenter de sauver Kerrigan. Mengsk réussit néanmoins à réorganiser ce qu’il reste des populations humaines dans le secteur et forme le Dominion dont il se proclame l’empereur.
La seconde campagne révèle que Sarah Kerrigan n’est pas morte mais qu’elle a été contaminée par les Zergs, sa transformation décuplant sa puissance. De son côté, le commandant Protoss Tassadar découvre que les Cérébrats ne peuvent être tués par des moyens conventionnels et se joint au templier noir Zeratul qui parvient à assassiner un cérébrat,. La mort de celui-ci désorganise les Zergs mais relie brièvement l’esprit de Zeratul à celui du maître-esprit qui apprend ainsi la localisation du monde natal des Protoss Aïur. Les Zergs lancent alors l’assaut contre Aïur, et, malgré une féroce résistance des Protoss, ils parviennent à dominer la planète.
Dans la dernière campagne du jeu, Aldaris et le gouvernement Protoss démettent de ses fonctions Tassadar qu’ils considèrent comme un traître et un hérétique pour avoir conspiré avec les templiers noirs. Le joueur sert au départ Aldaris dans le but de défendre Aïur contre l’invasion des Zergs, mais lorsque celui-ci lui ordonne d’arrêter Tassadar, le joueur se joint à ce dernier. Une guerre civile éclate alors entre les forces de Tassadar et celles du gouvernement Protoss. Durant ces affrontements, les templiers noirs réussissent à éliminer deux nouveaux cérébrats sur Aïur et regagnent ainsi les faveurs du Conclave, le gouvernement religieux Protoss. Aidés par Jim Raynor – que Tassadar a rencontré sur Char – les Protoss réussissent à percer les défenses du maître-esprit et à détruire l’enveloppe extérieure de celui-ci, non sans subir de lourdes pertes. Tassadar combine alors son énergie psionique avec celle des Templiers Noirs et lance son vaisseau de commandement vers le maître-esprit, se sacrifiant ainsi pour le détruire,.

## Système de jeu
StarCraft est un jeu vidéo de stratégie en temps réel reprenant le concept du « récolter-construire-conquérir » popularisé par les séries Command and Conquer et Warcraft,. Bien qu’il ne révolutionne pas ce concept, il est généralement considéré comme une référence du genre pour avoir entre autres introduit trois races distinctes ayant chacune leurs propres unités et caractéristiques, rendant les mécanismes de jeu de chacune d’elles fondamentalement différents,.

### Économie
Reprenant le concept de ses prédécesseurs, StarCraft demande au joueur de récolter des ressources pour construire des bases et créer des troupes. L’économie des trois factions fonctionne suivant les mêmes principes. Chacune d’elles dispose d’ouvriers pouvant collecter l’une des deux ressources disponibles dans le jeu : le minerai et le gaz vespène. Le minerai se matérialise sous la forme de cristaux que les ouvriers peuvent directement exploiter de la même manière que les forêts de Warcraft. La récolte du gaz nécessite par contre de construire une raffinerie sur un gisement avant que celui-ci puisse être exploité,. Le joueur doit également gérer l’approvisionnement de ses troupes grâce à certaines structures ou unités spécifiques, un nombre insuffisant de celles-ci bloquant la production d’unités supplémentaires. Les Terrans doivent ainsi construire des dépôts alors que pour les Zergs cette fonction est assurée par une unité volante appelée « seigneur » qui peut également détecter les unités invisibles ou (après avoir subi une mutation) transporter des troupes,. L’approvisionnement des troupes Protoss est assuré en construisant des pylônes permettant également d'alimenter les autres structures en énergie,.

### Factions
Les trois factions disponibles dans le jeu disposent chacune de leurs propres unités et caractéristiques mais aussi de mécanismes de jeu fondamentalement différents.

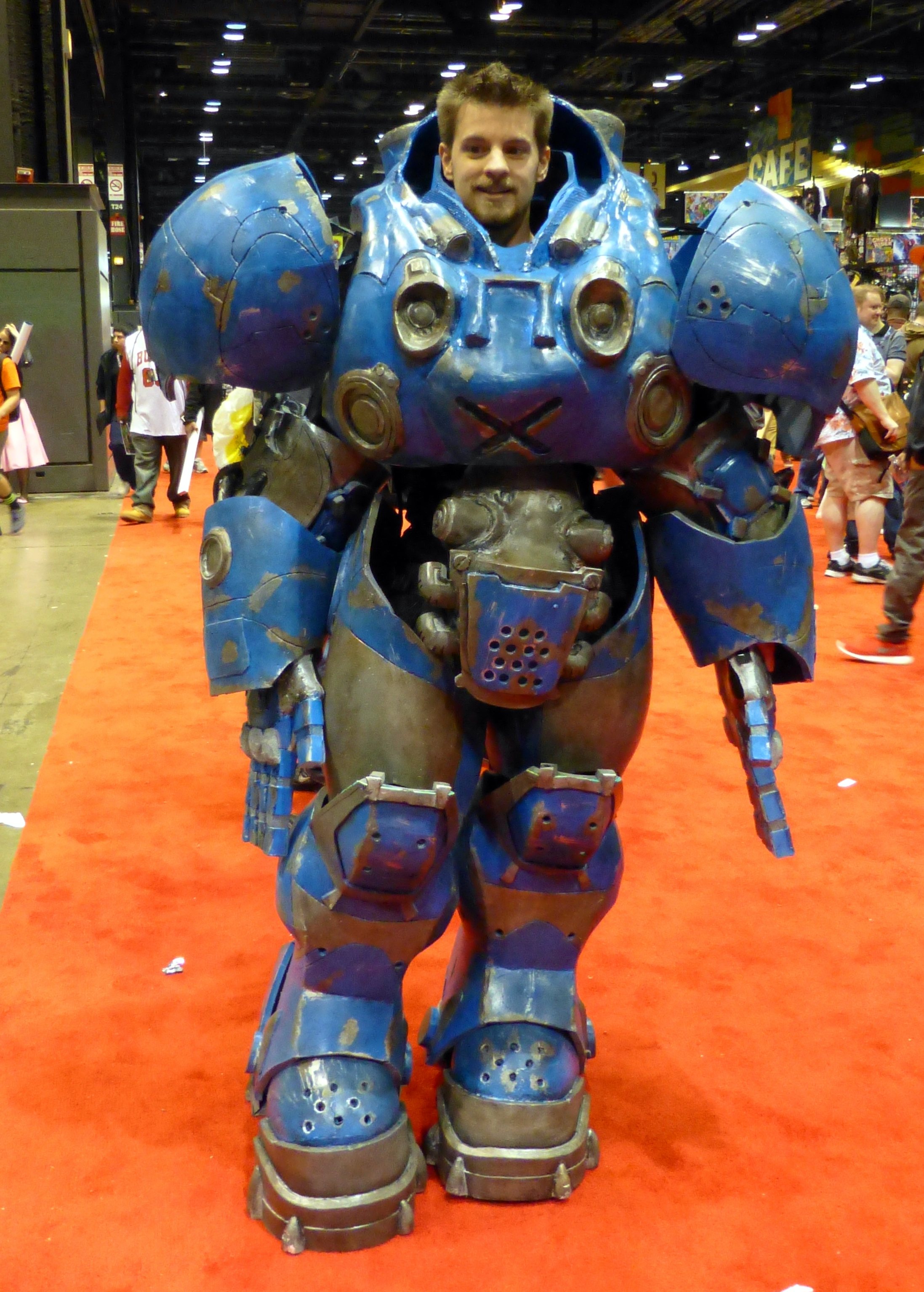
Cosplay d'un marine Terran.

Les unités et les structures des Terrans sont proches de ce que l’on peut trouver dans d’autres jeux de stratégie en temps réel, ce qui les rend plus simples à prendre en main,. Bien que ne disposant pas de technologies particulièrement évoluées, ils peuvent compter sur leur habilité et leur flexibilité pour défaire leurs adversaires. Leurs bâtiments sont nomades et peuvent décoller et se déplacer sur le champ de bataille mais sont inopérants durant ce temps. Ils peuvent être enrichis de modules qui les spécialisent et permettent de construire des unités plus évoluées. Peu évolués ils peuvent être réparés par un ouvrier et s'ils subissent des dégâts critiques, perdent lentement de la vie et finissent par se détruire d'eux même si non réparés. Ils ont à leur disposition un large éventail de troupes incluant des unités d’infanteries parfois équipées de lance-flammes, des armes à longue portée comme les chars de siège ou les bombes nucléaires, de puissantes unités aériennes comme les cuirassés ou encore des unités furtives comme les fantômes,. Les unités Terrans doivent être produites une par une dans les bâtiments prévus à cet effet, le joueur pouvant créer des files d’attente incluant jusqu'à cinq unités.
Les Zergs ne disposent pas de technologies aussi avancées que les deux autres factions mais ils peuvent compter sur leur nombre pour submerger l’ennemi. Leurs unités sont en effet créées en transformant des larves issues d’une couveuse ce qui leur permet de produire beaucoup d’unités en peu de temps. Leurs structures sont organiques et sont obtenues en transformant des ouvriers et ne peuvent être construites que sur une substance appelée creep qui se répand autour des couveuses. Elles ne peuvent être réparées mais ont la capacité de se régénérer. Des unités volantes et mobiles déterminent combien d'unités l’Overmind peut contrôler individuellement. Les unités Zergs peuvent notamment s’enfouir sous terre mais aussi être transportées rapidement d’un point à un autre par l’intermédiaire d’un canal souterrain (le canal de Nydus),.
Les Protoss ont accès à des armes et à des technologies très avancées. Leurs unités sont ainsi protégées par un bouclier d’énergie qui les rend plus résistantes mais sont en contrepartie plus onéreuses que les unités des autres factions. Ils disposent de redoutables lanceurs de sorts capables de déclencher des tempêtes psioniques pouvant décimer un groupe entier d'unités, mais aussi de puissants robots et vaisseaux spatiaux dont certains, comme les « porte-nefs », peuvent produire des sondes qu’ils peuvent lancer contre l’ennemi,. Comme pour les Terrans, les unités Protoss sont produites une par une et le joueur peut créer des files d’attentes. Leurs bâtiments sont en revanche téléportés depuis leur monde d'origine, Aiur, leurs ouvriers pouvant ainsi vaquer à d'autres occupations après avoir lancé le transfert. Les bâtiments pour être placés et pour fonctionner doivent être placés dans un champ d'énergie psionique qui émane d’Aiur et canalisé par les pylônes, ils deviennent inopérants si les pylônes sont détruits,.
Bien que chaque faction dispose de ses propres unités (environ onze par camp) et fonctionne différemment, aucune d’entre elles ne dispose d’un réel avantage sur les autres,. Chaque unité peut en effet être importante dans certaines situations, aucune des trois factions ne dispose d'unités trop puissantes et même les unités de bases comme les « marines » (Terran), les « disciples » (Protoss) ou les « zerglings » (Zerg) restent utiles du début à la fin d’une partie,. Bien que certaines stratégies comme les ruées aient été considérés comme trop puissantes lors de la sortie du jeu, les améliorations apportées par Blizzard Entertainment via l’extension StarCraft: Brood War et les patchs successifs font que celui-ci est aujourd’hui considéré comme parfaitement équilibré,,. Cet équilibre se retrouve dans son système de jeu qui mélange la micro-gestion des unités et la macro-gestion de l’économie et de la production de troupes.

### Terrain
Les cartes sur lesquelles se déroulent les parties de StarCraft se décomposent en deux niveaux de terrain — un niveau haut et un niveau bas — et de zones ne pouvant être traversées que par des unités volantes comme des étendues d’eau ou du vide. Les unités peuvent se déplacer d’un niveau à l’autre par l’intermédiaire de rampes. Les unités positionnées sur les hauteurs ou se dissimulant derrière les arbres parsemant les cartes bénéficient d’un bonus défensif.

### Interface
L’interface de StarCraft est basée sur le même principe que celle de son prédécesseur Warcraft II: Tides of Darkness. L’écran principal est divisé en deux parties. La plus grande partie en haut de l’écran est la carte de jeu qui correspond à la partie du territoire sur laquelle le joueur opère que ce soit lors de la construction de sa base ou lors des combats. Il suffit de cliquer à l'aide de la souris sur un élément pour le sélectionner et, en maintenant la touche majuscule enfoncée, on peut en sélectionner plusieurs afin de créer un groupe. Jusqu'à douze unités peuvent être sélectionnées en même temps et il est possible d’assigner un groupe à une touche du clavier,.
Le tiers inférieur de l’écran est occupé par une barre de menu servant à donner des ordres et à gérer la production. À gauche se trouve la carte stratégique communément appelé mini-carte qui permet de contrôler l’intégralité de la carte. Comme dans Warcraft II un brouillard de guerre cache au joueur toutes les zones de la carte que celui-ci n’a pas encore explorées et assombrit les zones que celui-ci a déjà explorées mais qui ne sont pas dans le champ de vision de ses unités. Au centre sont affichées les informations sur les unités ou bâtiments sélectionnés. On peut ainsi y trouver des informations sur les caractéristiques des unités et surveiller l’avancement de la production ou des recherches en cours. Plus à droite est affiché un portrait de l’unité ou du conducteur du véhicule sélectionné. Tout à droite se trouve le menu permettant de donner des ordres à ses unités, comme se déplacer, s’arrêter, attaquer, patrouiller ou tenir une position. Certains ordres, comme réparer ou collecter des ressources, sont donnés automatiquement à l'aide d'un clic droit et il est possible d'assigner un parcours à une unité à l’aide de balises. Les capacités spéciales des unités sont également activées à partir de ce menu,.

### Modes de jeu
StarCraft dispose de deux modes de jeu différents : le mode campagne est divisé en trois parties dans lesquelles le joueur tente d’amener les Terrans, les Zergs puis les Protoss jusqu’à la victoire finale. Chaque partie consiste en une succession d’une dizaine de missions entrecoupées de cinématiques destinées à éclairer le joueur sur le scénario,. Les missions se déroulent sur différentes planètes ou dans des bases géantes, permettant au joueur de visiter plusieurs types d'environnements. Au cours des missions, le joueur est parfois amené à contrôler des héros — comme Jim Raynor ou Sarah Kerrigan — disposant de pouvoirs spécifiques et devant parfois accomplir des objectifs particuliers,,. Comme dans les premiers Warcraft les objectifs des missions ne sont pas toujours de détruire la base adverse et le joueur peut par exemple être amené à défendre une position pendant un certain temps ou à explorer une installation avec seulement quelques unités et sans pouvoir en produire d’autres,,. StarCraft inclut également une campagne personnalisée, indépendante des campagnes principales, intitulée Enslavers et constituée de cinq missions dans lesquelles le joueur est amené à contrôler les Terrans et les Protoss. Celle-ci prend place durant les événements de la deuxième campagne du jeu et raconte les aventures d’un contrebandier ayant pris le contrôle d’un cérébrat Zerg et qui est poursuivi par les Terrans et les Protoss. Enslavers est présentée comme un modèle de campagne permettant de montrer les possibilités de l’éditeur de cartes du jeu.
Le mode escarmouche permet de jouer contre l’intelligence artificielle du jeu indépendamment de la campagne ou contre d’autres joueurs humains en réseau local (LAN), par modem ou sur Internet via la plate-forme Battle.net de Blizzard Entertainment déjà utilisée pour Diablo,. Jusqu'à huit joueurs peuvent ainsi s’affronter dans les modes réseau local et Internet qui utilisent respectivement les protocoles Internetwork Packet Exchange' et TCP/IP. Différents types de partie sont disponibles dans le jeu incluant des batailles jusqu’à la destruction totale des adversaires ou des « capturez le drapeau ». Le jeu inclut également une variété de cartes spécialisées proposant des modes de jeu complètement différents comme une simulation de football, une course entre véhicules Terran ou une compétition de chasse de Zergs. StarCraft peut être installé d’une manière « limitée » permettant jusqu’à huit personnes de jouer en multijoueur à partir d’une seule version du jeu. Ce type d’installation ne permet en revanche pas de jouer la campagne solo ou de créer une partie multijoueur.
StarCraft est également fourni avec un éditeur de niveaux qui permet de créer facilement des cartes pouvant être utilisées en mode solo ou en multijoueur. Celui-ci permet entre autres de définir la position de départ des joueurs, les unités dont celui-ci dispose et les objectifs à accomplir. L’éditeur inclus également un système de déclencheurs permettant de créer des scénarios plus dynamiques et permet également de lier plusieurs scénarios pour créer de véritables campagnes.

## Développement
Blizzard Entertainment commence à réfléchir au développement de StarCraft en 1995, soit peu après la sortie de Warcraft II: Tides of Darkness et le début de développement de Diablo. Sous la pression de la société mère Davidson and Associates, Allen Adham, alors président de Blizzard, planifie une sortie en 1996 afin de pallier le vide laissé dans le planning de la société par l'annulation de Shattered Nations, un jeu de tactique au tour par tour dans le style de X-COM. Une première version de StarCraft, basée sur le moteur graphique de Warcraft II et programmée par Bob Fitch, fait ainsi son apparition lors de l’E3 de 1996. Celle-ci est mal accueillie par les critiques, qui considère alors le jeu comme un simple Warcraft dans l’espace. Le jeu fait en effet pale figure face à d'autres titres présentés lors du salon comme Dominion: Storm Over Gift 3, développé par Ion Storm, qui impressionne alors les développeurs de Starcraft. Cet échec pousse Blizzard Entertainment à retravailler entièrement le jeu et à se concentrer sur la création de trois différentes factions,. Un des producteurs du jeu, Bill Roper, explique alors que cela constituerait une approche très différente de celle des premiers Warcraft dans lesquels, comme aux échecs, les deux factions présentes étaient très similaires et que StarCraft, au contraire, permettrait aux joueurs de développer des stratégies uniques en fonction de la race jouée et de celle que le joueur affronte. Début 1997, Blizzard présente sa nouvelle version du jeu qui reçoit alors un accueil bien plus positif. Cependant, le jeu souffre encore de nombreuses difficultés techniques et Bob Fitch doit totalement reprogrammer le moteur de Warcraft II en à peine deux mois afin de permettre l’introduction de nouveaux éléments de jouabilité voulus par les concepteurs, comme la possibilité de s’enfouir sous terre pour les Zergs ou de se rendre invisible pour les Terrans. D’autres améliorations du moteur sont plus tard implémentées comme des sprites et des arrières plans pré-rendus élaborés sur Autodesk 3ds Max. Une vue isométrique est également adoptée a la place de la perspective au 3⁄4 utilisée dans Warcraft II, des musiques de haute qualité sont incorporées au jeu et des acteurs professionnels sont embauchés pour réaliser les dialogues.

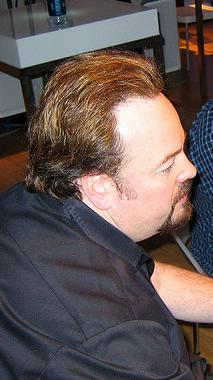
Le producteur Bill Roper en 2007.

Malgré ces progrès, le développement de StarCraft prend du retard au point de pousser certains fans à créer une fiction relatant les tentatives de la faction qu’ils nomment « Operation: Can’t Wait Any Longer » pour récupérer une version béta du jeu dans le siège social de Blizzard à Irvine. En hommage à l’enthousiasme de ces fans, les développeurs incorporeront le nom de cette faction dans le jeu en tant que code de triche pour augmenter la vitesse de production des unités et les remercieront dans les crédits du jeu. Le jeu sort finalement sur PC le 31 mars 1998 suivi un an plus tard en mars 1999 par la version Mac OS. Le développement de la version pour Nintendo 64 est assuré par Mass Media Interactive Entertainment et commence en 1999. StarCraft 64 est publié par Nintendo le 13 juin 2000 aux États-Unis et le 16 juin en Europe,
La musique de StarCraft a été composée par les compositeurs de Blizzard Entertainment. Derek Duke et Glenn Stafford ont composé les musiques jouées dans les menus et dans le jeu alors que Jason Hayes s'est occupé de celles des cinématiques. La première bande originale officielle du jeu, StarCraft : Game Music vol. 1, est distribuée par Net Vision Entertainment et est sortie en 2000. Elle inclut des titres de StarCraft et de StarCraft: Brood War ainsi que plusieurs titres inspirés du jeu et créés par des disc jockey coréens. En septembre 2008, Blizzard Entertainment annonce la sortie d’une 2e bande originale appelée StarCraft Original Soundtrack et disponible sur iTunes. Celle-ci est uniquement constituée de musiques du jeu original et de l’extension Brood War et contient des titres utilisés dans le jeu et dans les cinématiques.

## Extensions et versions

### Version de démonstration
Peu avant la sortie de StarCraft, Blizzard Entertainment développe une campagne utilisé comme version de démonstration du jeu et intitulée Loomings. Celle-ci contient un tutoriel et trois missions, tenant lieu d’introduction aux événements de StarCraft, et prend place dans une colonie confédérée subissant les assauts des Zergs,. En octobre 1999, Blizzard Entertainment rend cette préface disponible pour le jeu complet via Battle.net sous la forme d’une campagne personnalisée à laquelle ont été ajoutées deux missions supplémentaires.

### Extensions
La première extension de StarCraft autorisée par Blizzard Entertainment, développée par Aztech New Media, est publiée sur PC le 31 juillet 1998 sous le nom d’Insurrection,. Trois nouvelles campagnes composés chacune de dix missions sont disponibles dans cette extension dont le scénario se concentre sur une colonie confédérée évoquée dans le manuel de StarCraft et suit l’histoire d’un groupe de colons Terran et d’une flotte Protoss dans leur combat contre les Zergs et contre une révolte naissante. En plus des campagnes, les développeurs mettent à disposition des joueurs plus de cent cartes personnalisées pouvant être jouées en multijoueur. Cette première extension est moins bien reçue par la presse spécialisée que le jeu original, les critiques considérant qu'elle est très inférieure au jeu original et qu'elle n'a que peu d’intérêt par rapport à des campagnes disponibles gratuitement sur Internet,,.
Avant Insurrection, une extension non autorisée appelée Stellar Forces a été publiée par Micro Star mais a été retirée de la vente quelques semaines plus tard après que Blizzard Entertainment a gagné le procès contre cet éditeur. Cette extension était constituée de 22 cartes pour le jeu solo et de 32 cartes en multijoueur.
Insurrection est suivie quelques mois plus tard par une deuxième extension, elle aussi autorisée par Blizzard Entertainment, développée par Stardock et publié fin 1998 par WizardWorks Software sous le nom de Retribution. Celle-ci contient plus de 120 cartes personnalisées ainsi que trois nouvelles campagnes, composées chacune d'une dizaine de missions, permettant au joueur d’incarner les trois races du jeu dans leurs tentatives de prendre le contrôle d’un puissant cristal sur une colonie du Dominion. Retribution est reçue de manière moins négative qu’Insurrection, les critiques qualifiant la campagne de difficile et notant la qualité des missions et des cartes personnalisés comme acceptable,.
Après la sortie des deux premières extensions, Blizzard annonce une extension officielle appelée StarCraft: Brood War dont l’histoire fait suite à celle de StarCraft. Développée en coopération par Blizzard Entertainment et Saffire, elle est publiée sur PC et Mac OS le 30 novembre 1998 en Amérique du Nord et en mars 1999 en Europe. En plus de trois nouvelles campagnes, StarCraft: Brood War ajoute au jeu de nouveaux environnements et de nouvelles unités disponibles dans les modes solo et multijoueur. Contrairement aux deux extensions précédentes, celle-ci est unanimement saluée par les critiques qui soulignent la qualité des missions et des nouvelles unités qui apportent une dimension stratégique supplémentaire au jeu original, faisant de Brood War une extension indispensable,,.
Deux campagnes bonus ont également été publiées par Blizzard, Enslaver 1 et Enslaver 2.

### StarCraft 64
Une version de StarCraft codéveloppée par Blizzard Entertainment et Mass Media pour la console Nintendo 64 est publiée par Nintendo en juin 2000 en Australie et en Amérique du Nord. Intitulée StarCraft 64, cette version inclut l’ensemble des missions du jeu original et de son extension ainsi que des missions inédites dont deux tutoriels et une mission secrète appelée Resurrection IV. Celle-ci se déroule après la conclusion de Brood War et suit Jim Raynor dans son entreprise visant à secourir le vice-amiral terrien Alexei Stukov qui a été capturé par les Zergs. Les missions de Brood War nécessitent l’utilisation du pack d’extension de mémoire de la Nintendo 64. Bien que celle-ci permette de jouer en coopération, l’écran étant alors fractionné en deux parties correspondant chacune à un joueur, la version console ne reçoit pas un accueil aussi enthousiaste que la version sur ordinateur du fait de l’absence de mode multijoueur, du raccourcissement des cinématiques et de l’absence de dialogues de présentation des missions,. L’adaptation du jeu sur console est néanmoins considérée comme réussie, la jouabilité restant bonne malgré le passage à un contrôleur de type « manette de jeu » et l’aspect audio du jeu demeurant au niveau des versions PC et Macintosh,. Blizzard Entertainment avait initialement prévu de porter le jeu sur PlayStation mais cette version a été finalement annulée et le jeu n'est sorti que sur Nintendo 64.

### StarCraft: Remastered
Blizzard Entertainment annonce en mars 2017 une version mise à jour du jeu et de son extension, la principale refonte concernant les graphismes : passage en haute définition des éléments en jeu et recréation des cinématiques. Intitulé StarCraft: Remastered, le jeu est disponible le 14 août 2017.

## Accueil
| StarCraft             |      |       |
| Média                 | Pays | Notes |
| AllGame               | US   | 4.5/5 |
| Computer Gaming World | US   | 5/5   |
| Game Revolution       | US   | B     |
| GamePro               | US   | 4.5/5 |
| GameSpot              | US   | 91 %  |
| Jeuxvideo.com         | FR   | 18/20 |
| Joystick              | FR   | 80 %  |
| Gen4                  | FR   | 5/5   |
| IGN                   | US   | 95 %  |
| PC Zone               | UK   | 88 %  |
| Compilations de notes |      |       |
| Metacritic            | US   | 88 %  |
| MobyGames             | US   | 92 %  |
| GameRankings          | US   | 93 %  |

Surfant sur le succès de ses prédécesseurs, StarCraft connaît dès sa sortie une importante reconnaissance, à la fois critique et commerciale. Les sites Metacritic et GameRankings lui attribuent par exemple des scores respectifs de 88 % et 93 % et il est le jeu vidéo sur PC le plus vendu en 1998 avec plus de 1,5 million de copies vendues dans le monde. Dans les dix ans suivant sa sortie, le jeu s’écoule à plusieurs millions d’exemplaires dans le monde pour atteindre 11 millions de copies vendues — dont 4,5 millions pour la seule Corée du Sud — en 2009. StarCraft est ainsi le jeu de stratégie le plus vendu au monde et un des plus importants succès commerciaux de tous les temps sur PC, seules les franchises Sims et World of Warcraft s’étant mieux vendues sur ce support,.
À sa sortie, de nombreuses critiques considèrent que si son concept ne s’éloigne que très peu de celui de ses prédécesseurs, il est un des meilleurs à avoir appliqué la formule ayant fait le succès du genre,. Pour expliquer cette réussite, les journalistes spécialisés mettent notamment en avant l’originalité et la cohérence de l’univers du jeu mais aussi l’introduction inédite de trois races distinctes disposant d’unités et de caractéristiques différentes,. D’après le site GameSpot, cette innovation permet ainsi à StarCraft d’éviter un problème inhérent aux jeux de ce genre sans pour autant introduire de déséquilibres notables entre les factions. Le fait que chacune des races nécessite une approche différente est aussi considéré, avec la qualité du scénario et des missions proposées, comme un des points forts de la campagne du jeu valant à celle-ci d’être décrite comme « grandiose » par le magazine Gen4,.
Comme pour les précédents titres développé par Blizzard, la réalisation de StarCraft est décrite comme très réussie, les critiques mettant notamment en avant la qualité des bruitages, du doublage et de la bande originale du jeu mais aussi des scènes cinématiques qui sont décrites comme « exceptionnelle »,. L’aspect graphique du jeu est aussi considéré comme réussi, les unités et les animations étant décrites comme très détaillées,, même si certaines critiques considèrent que, dans ce domaine, StarCraft n’est pas aussi réussi que Total Annihilation.
L’interface du jeu est généralement décrite comme fonctionnelle, facile à prendre en main et comme incluant la plupart des innovations récente en la matière mais certaines critiques regrettent les limitations imposées par celle-ci, comme l’impossibilité de sélectionner plus de douze unités en même temps,. L’intelligence artificielle des joueurs contrôlés par l’ordinateur est jugée comme étant correcte, le système gérant les déplacements des unités étant décrit comme irréprochable,. Le mode multijoueurs est considéré comme un des points forts du jeu grâce notamment à la possibilité de jouer gratuitement sur la plate-forme Battle.net et aux nombreux modes de jeu disponibles,, certaines critiques notant néanmoins les techniques de ruée comme étant trop puissantes notamment pour les joueurs débutants.
Les rétrospectives du jeu le désignent généralement comme un des meilleurs jeux de stratégie en temps réel de tous les temps et comme une référence du genre pour avoir introduit trois factions distinctes ayant chacune leurs propres unités et caractéristiques, rendant les mécanismes de jeu de chacune d’elles fondamentalement différents. Ces rétrospectives mettent en avant que malgré des disparités entre les factions, aucune d’entre elles ne dispose d’un réel avantage sur les autres,. Elles notent également que, plusieurs années après sa sortie, StarCraft reste l’un des jeux les plus populaires du monde, notamment en Corée du Sud où celui-ci est considéré comme un sport national,.
À sa sortie en 1998, StarCraft a reçu de nombreuses récompenses. Il est ainsi désigné à six reprises comme meilleurs jeu de l’année par des magazines spécialisés comme Computer Gaming World ou par des organisations comme l’Academy of Interactive Arts and Sciences. Le jeu est également récompensé comme étant le meilleur jeu de stratégie ou le meilleur jeu de stratégie en temps réel plus d’une dizaine de fois. D’après Blizzard Entertainment, StarCraft a ainsi reçu plus de 37 récompenses depuis sa sortie et a notamment été gratifié d’une étoile sur le Metreon en 2006 devenant ainsi le deuxième jeu vidéo à intégrer le Walk of Game à San Francisco. StarCraft est fréquemment inclus dans les classements des meilleurs jeux des sites et magazines spécialisés dans lesquels il est régulièrement mis en compétition avec Total Annihilation. Il apparaît ainsi dans les classements des meilleurs jeux de tous les temps du site IGN en 2003, 2005, 2007 et 2008, et dans celui de 2007 du magazine Edge.

## Postérité

### Impact culturel

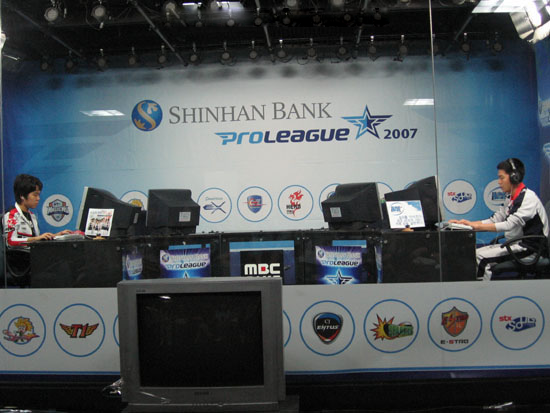
Un match professionnel de StarCraft: Brood War lors de la Shinhan Bank Proleague de 2007.

StarCraft est généralement considéré comme étant la référence du genre et comme un standard auquel tous les jeux de stratégie en temps réel sont comparés. Il est également décrit comme un des meilleurs — voire le meilleur — jeu de stratégie en temps réel de tous les temps,. De nombreux journalistes spécialisés considèrent qu'il a contribué, avec Age of Empires et Total Annihilation, à propulser le genre à un nouveau sommet de popularité,. Certains journalistes notent d'ailleurs qu’à sa sortie, StarCraft a éclipsé la concurrence, pourtant féroce, de l’époque. Le succès de son mode multijoueur a permis à la plate-forme de jeu en ligne Battle.net de s’établir comme l'une des plus utilisées du genre, sa fréquentation ayant augmenté de plus de 800 % entre la sortie du jeu et février 1999. Ce succès inédit a entraîné le développement de véritables circuits de compétition professionnelle — notamment en Corée du Sud — dans lesquelles les meilleurs joueurs s’affrontent pour d’impressionnantes récompenses,. La popularité du jeu lui a permis d’être à l’affiche des World Cyber Games de 2001 à 2010 et de décrocher quatre records inscrits dans l’édition des joueurs du Livre Guinness des records de 2008 dont ceux du jeu de stratégie le plus vendu de tous les temps, du plus haut revenu pour un joueur professionnel de jeux vidéo et du plus grand nombre de spectateurs lors d’une compétition de jeux vidéo lorsque 120 000 personnes assistèrent à la finale de la SKY ProLeague (une ligue professionnelle de StarCraft par équipe) à Pusan en Corée du Sud en 2005,.
StarCraft a été envoyé dans l’espace : l’astronaute américain Daniel Barry ayant apporté avec lui une copie de celui-ci lors de la mission STS-96 de la navette Discovery en 1999. Le jeu a également été le sujet d’un cours académique à l’Université de Californie à Berkeley durant l’été 2009,. Des chercheurs ont montré que le public des matchs de StarCraft est divers et que le jeu utilise l’asymétrie d’information pour rendre les matchs plus intéressants pour les spectateurs. Certains termes issus du jeu sont entrés dans le vocabulaire courant des jeux vidéo, comme le verbe « to zerg » qui, en anglais, est utilisé par les joueurs pour se référer à une stratégie de ruée.

### Influence économique

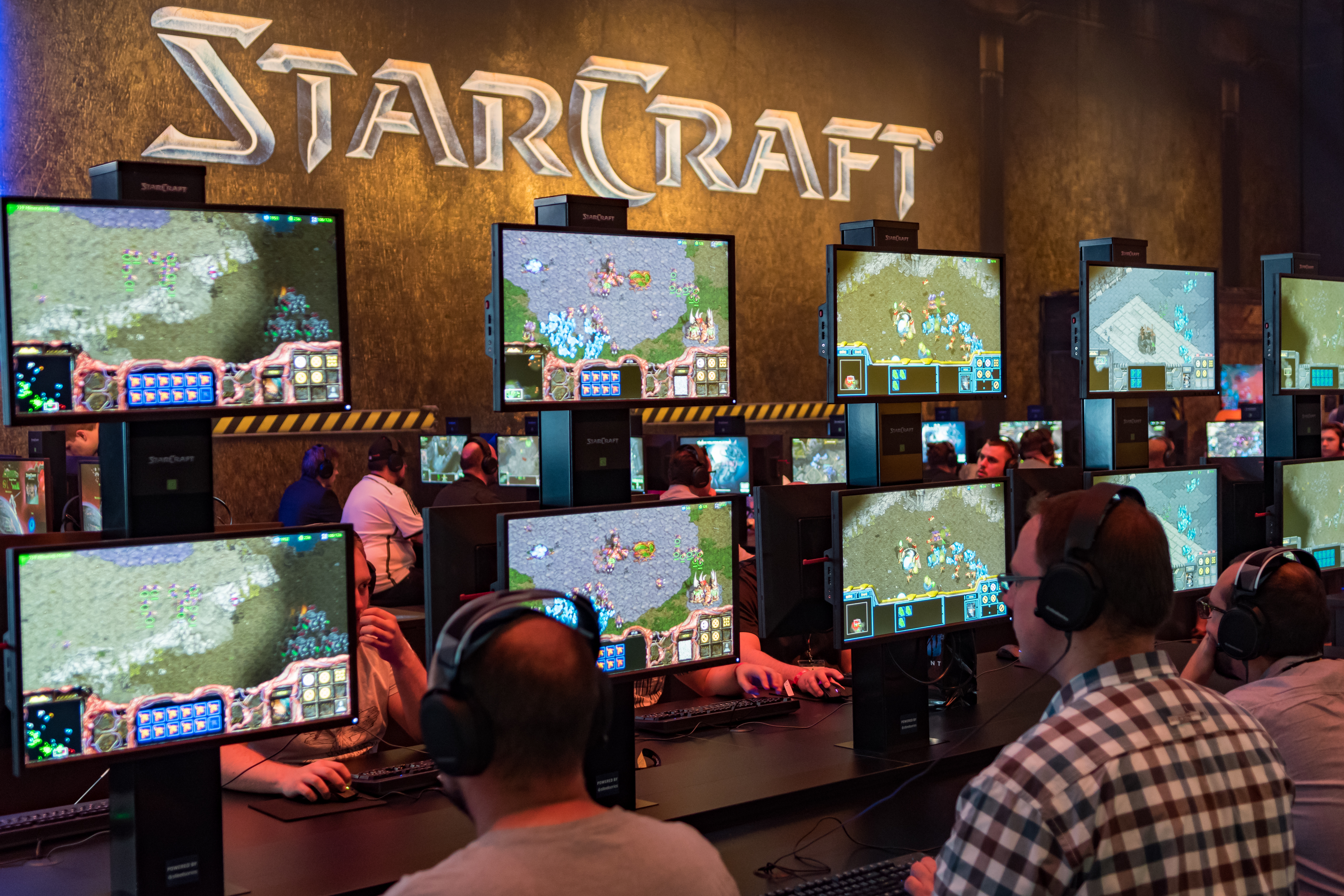
Joueurs de StarCraft à la Gamescon 2017.

StarCraft est particulièrement populaire en Corée du Sud, où les meilleurs joueurs s’affrontent dans des compétitions dont les matchs sont diffusés à la télévision. La popularité du jeu, notamment dans les PC bang, conduit dès décembre 1997 à l’organisation des premières compétitions professionnelles puis à la création de la première chaîne de télévision spécialisée dans le sport électronique, Ongamenet, en 1999. Les matchs de StarCraft rencontrent rapidement un important succès auprès du public, les matchs diffusés par Ongamenet attiraient par exemple entre 3 et 4 millions de téléspectateurs en première partie de soirée en 2007, contribuant à une perte de popularité des sports traditionnels. Ce succès permet aux meilleurs joueurs d’intégrer des équipes professionnelles sponsorisées par de grands groupes, comme Samsung ou SK Telecom, qui investissent plusieurs millions de dollars dans le secteur. Le pays comptait ainsi plus de 240 joueurs professionnels en 2006. Les plus célèbres, comme BoxeR et Lee Yun-yeol, deviennent de véritables célébrités médiatiques, comparables aux sportifs ou aux acteurs, dont les fan clubs comptent plusieurs centaines de milliers de membres,. Ils décrochent ainsi d’importants contrats publicitaires leur rapportant parfois plus de 200 000 dollars américains par an,.
StarCraft est ainsi à l’origine de près de 70 % du chiffre d’affaires de l’esport sud-coréen, secteur qui pesait 112 millions de dollars en 2010,. Le jeu a eu une influence importante sur le développement de l’industrie des techniques de pointe sud-coréenne, contribuant notamment à maintenir celle-ci à flot pendant la crise financière asiatique des années 2000. Il a également joué un rôle majeur dans le développement des cybercafés du pays, surnommés les « PC bang », leur nombre étant passé de 100 à la sortie du jeu en 1998 à plus de 23 000 en 2001,.

### Intelligence artificielle
En mars 2016, à la suite de la troisième victoire, décisive, du logiciel AlphaGo face au champion du monde de go Lee Sedol, un chercheur de Google a évoqué la possibilité pour la branche DeepMind de s'attaquer dans le futur au jeu vidéo StarCraft. En janvier 2019, ils proposent le programme AlphaStar qui domine largement deux joueurs professionnels de StarCraft 2.

### Produits dérivés

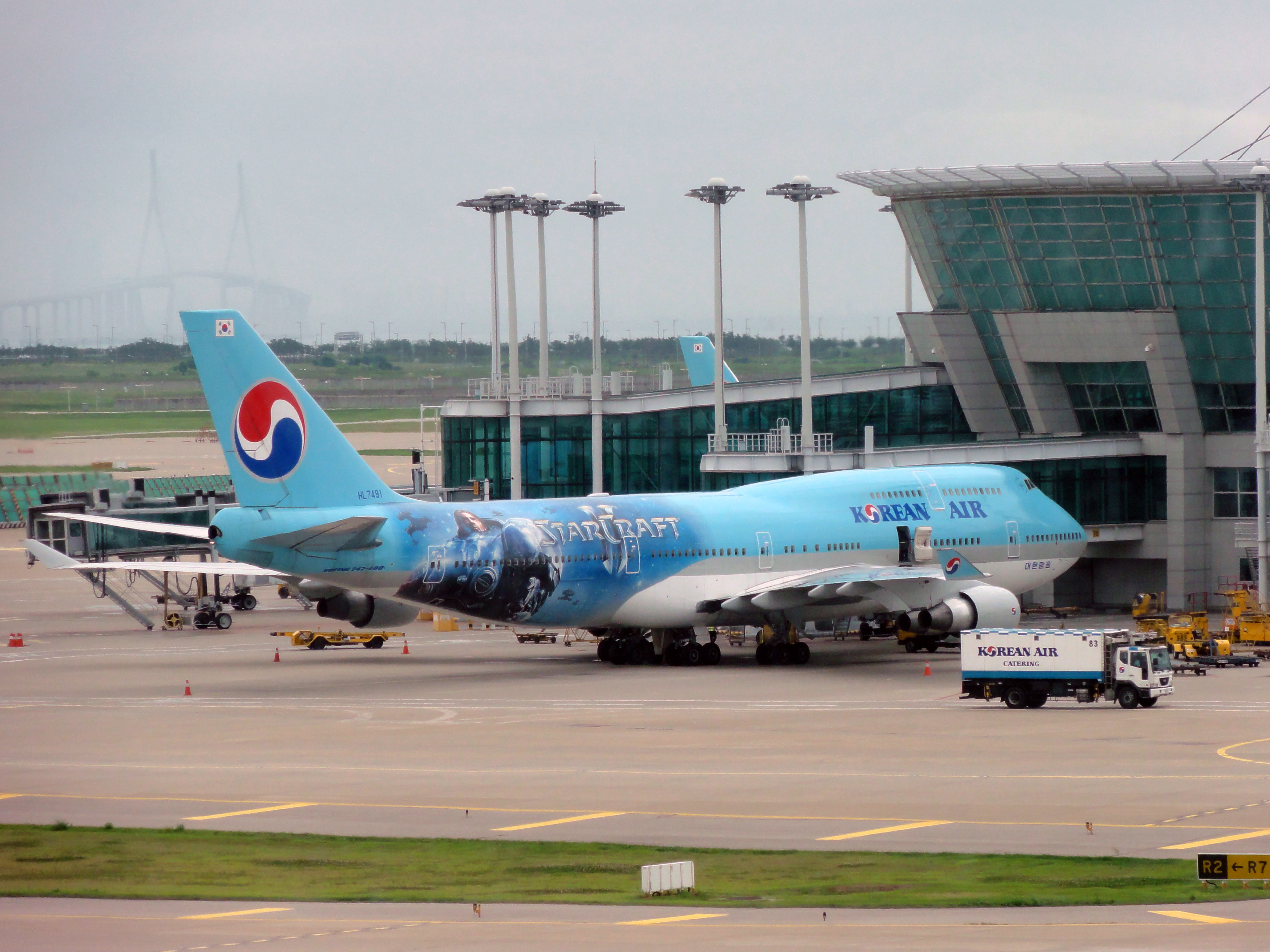
Un Boeing 747 de la compagnie Korean Air à l’Aéroport international d’Incheon avec une publicité pour StarCraft II peinte sur son fuselage.

L’univers de StarCraft a été adapté en une série de romans. Le premier appelé Uprising est publié en décembre 2000 et raconte les événements antérieurs au jeu original. D’autres romans comme La Bataille de Liberty de Jeff Grubb et La Reine des Lames de Aaron S. Rosenberg raconte l’histoire du jeu d’un autre point de vue. Lors de la BlizzCon de 2007, Chris Metzen a annoncé qu’il espérait que l’ensemble des campagnes de StarCraft et de son extension Brood War serait adapté en romans. Des romans plus tardifs comme La Tempête de Kevin J. Anderson ou la Saga du Templier Noir de Christie Golden apportent de nouvelles informations au jeu, préparant ainsi le terrain pour le scénario de StarCraft 2: Wings of Liberty,. L'univers du jeu a également été adapté dans une série de mangas appelée StarCraft : Frontline dont l'action se déroule avant les événements de StarCraft II. Des séries de figurines et de maquettes à l’échelle 1⁄30 basées sur les personnages et les unités du jeu ont été produites par ToyCom et par l’Academy Plastic Model Co.,,. En 2008, Blizzard Entertainment s’est associé avec Fantasy Flight Games pour créer un jeu de société StarCraft, édité en France par Ubik comportant des figurines détaillées des personnages du jeu,. La licence StarCraft a également été vendue à Wizards of the Coast qui en a tiré le jeu StarCraft Adventures.

### Suites
En 2002, Blizzard Entertainment annonce avoir commencé le développement d’un jeu vidéo d’action et d’infiltration en vue à la troisième personne basé sur l’univers de StarCraft intitulé : StarCraft: Ghost. Celui-ci a été plusieurs fois reporté jusqu'à ce que la société annonce que son développement est indéfiniment suspendu, en mars 2006.
Une suite au jeu original appelée StarCraft 2: Wings of Liberty est annoncée en 2007 en Corée du Sud. Celle-ci est publiée par Blizzard Entertainment le 27 juillet 2010 et rencontre immédiatement un important succès commercial. Avec plus d’un million de copies vendues le premier jour, celui-ci devient le jeu de stratégie le plus rapidement écoulé de tous les temps. En un mois il se vend à plus de trois millions d’exemplaires et dépasse les 4,5 millions de copies vendues en 2010,. Fin 2012, le jeu dépasse les 6 millions de copies vendues dans le monde.
Le jeu bénéficie depuis le 12 mars 2013 d'une extension consacrée aux Zergs, intitulée Heart of the Swarm. Comme le jeu original, celle-ci connaît un important succès commercial et se vend à 1,1 million d'exemplaires en deux jours. Une deuxième extension baptisée Legacy of the Void se focalisant sur l'histoire Protoss sort ensuite le 10 novembre 2015,.